# Rennstrecke

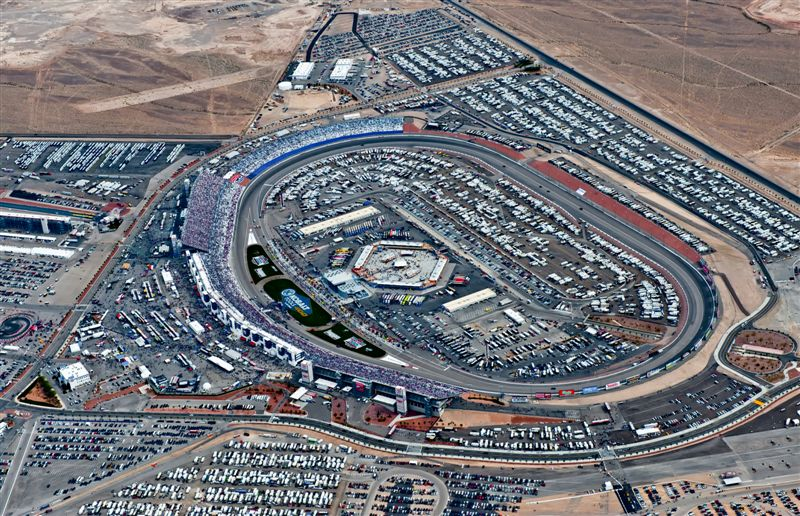
Las Vegas Motor Speedway, 2011

Eine Rennstrecke ist eine abgegrenzte Strecke, auf der Geschwindigkeitswettbewerbe ausgetragen werden.
Bei einem Wettbewerb mit Fahrzeugen (Motorsport-Rennstrecken) und im alpinen Wintersport (Skipiste) spricht man von Piste, bei Fahrradrennen von Bahn (Radrennbahn) und bei Pferderennen von Rennbahn (Trabrennbahn, Galopprennbahn) oder von Geläuf. Rennstrecken für Wasserfahrzeuge (Ruder-, Segel-, Motorboote, Schiffe) werden mit Bojen und Markierungen abgesteckt. Rennstrecken für Luftfahrzeuge (Segel-, Motorflugzeuge, Luftschiffe) werden häufig zwischen Landmarken oder Markierungen beflogen.
Rennstrecken können offen oder geschlossen sein. Bei offenen Rennstrecken sind Start- und Zielbereich voneinander getrennt, während geschlossene Rennstrecken als Rundstrecke häufig mehrmals befahren werden.
Außerdem wird zwischen permanenten und temporären Rennstrecken unterschieden.
Ein Rundkurs kann – Konvention: von oben betrachtet – im oder gegen den Uhrzeigersinn genutzt werden. Dementsprechend weist ein solcher Kurs aus Sicht der Fahrtrichtung mehr Rechts- bzw. mehr Linkskurven auf, der Winkelunterschied beträgt – eben betrachtet – genau 360°. Weist ein Kurs Achterform auf, hat er genau eine Kreuzungsstelle, die meist als Über-/Unterführung/Brücke/Tunnel ausgebildet ist. Die einzelnen zwei Schleifen des Achters werden mit wechselndem Drehsinn durchfahren.
Bahnen für Leichtathletik-Laufen, Radrennen, Inline-Skaten, Roller Derby, auch Eisbahnen werden durchwegs, Trabrennbahnen zumeist links herum (gegen den Uhrzeigersinn, CCW) genutzt. Fesselflug erfolgt in den Renn-Klassen ebenfalls links herum – Rückenflug kehrt allerdings den Drehsinn um; weil Luftschrauben Kreiselkräfte entwickeln geht damit auch eine bevorzugte Drehrichtung für die übliche Zugschraube einher. Fahrradboten auf eiliger Fahrt durch eine Stadt oder im Straßenverkehr verlaufende Radrennen (Alleycat, RAAM …) biegen – bei Rechtsverkehr – lieber rechts ab als links, weil sie dabei nicht auf Entgegenkommende warten müssen.